# Impuzamugambi
Impuzamugambi (ruanda-rundi „Mający wspólny cel”) – nazwa bojówek Hutu, które wspólnie z większymi bojówkami Interahamwe uczestniczyły w 1994 w ludobójstwie w Rwandzie, którego ofiarami było ponad 800 tys. ludzi Tutsi.